# 古妮拉·安德松
古妮拉·安德松（瑞典語：Gunilla Andersson，1975年4月26日—），瑞典女子冰球运动员。她曾代表瑞典参加1998年、2002年、2006年和2010年冬季奥林匹克运动会冰球比赛，共获得一枚银牌和一枚铜牌。